# Eleição municipal de Piracicaba em 2020
A eleição municipal de Piracicaba em 2020 ocorreu no dia 15 de novembro (primeiro turno) e 29 de novembro (segundo turno), com o objetivo de eleger um prefeito, um vice-prefeito e 23 vereadores, que serão responsáveis pela administração da cidade. Esta cidade paulista possui 407.252 habitantes dentre os quais 290.998 são eleitores que neste dia votarão para definir o prefeito e os novos vereadores.

## Resultado

### 1º Turno
O primeiro turno da eleição foi disputado em 15 de novembro.
| Candidato          | Partido | Votos  | Porcentagem |
| ------------------ | ------- | ------ | ----------- |
| Barjas Negri       | PSDB    | 56.760 | 34,33%      |
| Luciano Almeida    | DEM     | 25.786 | 15,60%      |
| Coronel Adriana    | PSL     | 22.432 | 13,57%      |
| Érica Gorga        | PATRI   | 14.470 | 8,75%       |
| Prof. Adelino      | PT      | 12.340 | 7,46%       |
| Edvaldo Brito      | Avante  | 10.543 | 6,38%       |
| Nancy Thame        | PV      | 9.251  | 5,60%       |
| Zé Pedro           | PL      | 6.477  | 3,92%       |
| Carolina Angelelli | PDT     | 3.776  | 2,28%       |
| Mário Neto         | PSB     | 2.245  | 1,36%       |
| Francys Almeida    | PCdoB   | 1.098  | 0,66%       |
| Carlito            | PTC     | 135    | 0,08%       |

Brancos: 16.379 - 8,10%
Nulos: 20.511 - 10,14%
Abstenção: 88.795

### 2º Turno
O segundo turno da eleição foi disputado em 29 de novembro.
| Candidato       | Partido | Vice            | Partido | Votos  | Porcentagem |
| --------------- | ------- | --------------- | ------- | ------ | ----------- |
| Luciano Almeida | DEM     | Gabriel Ferrato | DEM     | 85.081 | 54,20%      |
| Barjas Negri    | PSDB    | Godoy           | PSDB    | 71.897 | 45,80%      |

Brancos: 11.931 - 6,25%
Nulos: 21.895 - 11,48%
Abstenção: 100.194

## Antecedentes

### Eleição Municipal de 2016
Na eleição municipal de 2016, Barjas Negri, do PSDB derrotou o candidato, então no PSD, Luciano Almeida no primeiro turno. Esse pleito tinha na disputa para prefeito outros 6 candidatos, mas Barjas venceu recebendo 70,31% dos votos válidos na cidade (132 161 votos). O segundo colocado, Luciano Almeida, ficou com 24,78% (46 573 votos). O terceiro colocado, também candidato esse ano, porém pelo PCdoB, Edvaldo Brito recebeu 3086 votos, ficando com 1,84%.

## Candidaturas a prefeitura[1]
| Nº | Nome               | Partido  | Vice                     | Partido  | Coligação                                                                                          |
| -- | ------------------ | -------- | ------------------------ | -------- | -------------------------------------------------------------------------------------------------- |
| 12 | Carolina Angelelli | PDT      | Bertazzoni               | PDT      | Sem coligação                                                                                      |
| 13 | Professor Adelino  | PT       | Thiago Nalesso           | PSOL     | Juntos, com Esperança Sempre PT e PSOL                                                             |
| 17 | Coronel Adriana    | PSL      | Vanderlei Caglioni       | PSL      | Sem coligação                                                                                      |
| 22 | Zé Pedro           | PL       | Vivian Previde           | PL       | Sem coligação                                                                                      |
| 25 | Luciano Almeida    | DEM      | Gabriel Ferrato          | DEM      | Sem coligação                                                                                      |
| 36 | Carlito            | PTC      | Renato                   | PTC      | Sem coligação                                                                                      |
| 40 | Mário Neto         | PSB      | Doutor Ulisses           | PSB      | Sem coligação                                                                                      |
| 43 | Nancy Thame        | PV       | Bruno Prata              | PV       | Sem coligação                                                                                      |
| 45 | Barjas Negri       | PSDB     | Godoy                    | PSDB     | Piracicaba Avança Mais PSDB, PP, PSC, Solidariedade, Cidadania, PODE, MDB, PSD, Republicanos e PTB |
| 51 | Érica Gorga        | Patriota | Dr. Jair Leite           | Patriota | Sem coligação                                                                                      |
| 65 | Francys Almeida    | PCdoB    | Yara Richter             | PCdoB    | Sem coligação                                                                                      |
| 70 | Edvaldo Brito      | Avante   | Professora Regina Aguiar | Avante   | Sem coligação                                                                                      |

### Pesquisas
Em pesquisa do TSE, divulgada em 9 de outubro de 2020, Barjas apareceu em primeiro lugar com 32% das intenções de voto. Luciano Almeida, do Democratas, ficou em 2º com 7%. Em seguida, empatados, ficaram Coronel Adriana (PSL), Professor Adelino (PT) e Zé Pedro (PL) com 3% cada. Brito (Avante), Francys (PCdoB), Mário Neto (PSB) e Nancy (PV) com 2%. Com 1% apareceram Carlito (PTC) e Carolina Angelelli (PDT). Érica Gorga (Patriotas) não pontuou. Brancos/nulos somaram 15% e 27% dos entrevistados não souberam responder em quem votariam. Já na rejeição, Barjas Negri liderou, com 24% dos entrevistados dizendo que não votariam nele. Em seguida aparecem Coronel Adriana, com 4%; Luciano Almeida, Mário Neto, Professor Adelino e Zé Pedro, com 2% cada; Carlito, Brito, Érica Gorga, Francys e Nancy, com 1%; Carolina Angelelli não foi citada.

### Candidatos (1º Turno)

#### Respostas estimuladas
| Data                      | 10/10            | 14/11   |
| Instituto                 | RealTime BigData | Statsol |
| Fonte                     | [ 2 ]            | [ 3 ]   |
| ------------------------- | ---------------- | ------- |
| Barjas Negri (PSDB)       | 24%              | 22,98%  |
| Luciano Almeida(DEM)      | 7%               | 9,26%   |
| Coronel Adriana (PSL)     | 3%               | 9,42%   |
| Professor Adelino (PT)    | 3%               | 5,62%   |
| Zé Pedro (PL)             | 3%               | 3,8%    |
| Nancy Thame (PV)          | 2%               | 3,8%    |
| Edvaldo Brito (AVANTE)    | 2%               | 3,14%   |
| Francys Almeida (PC do B) | 2%               | 0,66%   |
| Mário Neto (PSB)          | 2%               | 0,33%   |
| Carlito (PTC)             | 2%               | 0%      |
| Carolina Angelelli (PDT)  | 1%               | 0,66%   |
| Érica Gorga (Patriota)    | 0%               | 2,31%   |
| Brancos ou Nulos          | 15%              | 22,64%  |
| Indecisos                 | 27%              | 15,38%  |
| Margem de erro            | 4%               | 5%      |